# Katica Illényi
 (mars 2021).
Si vous disposez d'ouvrages ou d'articles de référence ou si vous connaissez des sites web de qualité traitant du thème abordé ici, merci de compléter l'article en donnant les références utiles à sa vérifiabilité et en les liant à la section « Notes et références ».
Katica Illényi (Illényi Katica selon l'habitude hongroise - /ˈilleːɲi ˈkɒtit͡sɒ/) (Budapest, 17 février 1968) est une artiste hongroise : violoniste, chanteuse et comédienne.

## Biographie

### Jeunesse et études
Katica (ce qui signifie « Coccinelle » en magyar) est née dans une famille de musiciens classiques : sa mère est enseignante en éducation spécialisée et joue très bien du piano ; son père, Ferenc Illényi - le premier professeur de Katica - a joué du violon à l'Opéra national hongrois et a éduqué ses quatre enfants comme des musiciens : Katica, ses deux frères Ferenc et Csaba, et sa sœur Anikó , pratiquaient la musique plusieurs heures par jour à partir de 3 ans et demi.
À 14 ans, elle est admise dans la classe « Talents spéciaux » de l'Université de musique Liszt Ferenc (Université Franz Liszt), où elle est l'élève de Dénes Kovács. Parallèlement, elle passe le diplôme de l'École secondaire de musique Béla Bartók.
Durant les années qu'elle passe à l'Université musicale, elle joue dans l'orchestre de l'Opéra national hongrois et du théâtre Erkel.
Elle obtient son diplôme de violoniste à l'Université Liszt Ferenc en 1991.

### Carrière
Violoniste fraîchement diplômée, Katica Illényi sent rapidement les limites du langage musical classique, aspirant à une expression plus totale. Aussi choisit-elle de ne pas se contenter de jouer du violon, mais de chanter et de danser : le chant devient son deuxième instrument. Elle étudie également le théâtre, le jazz et la step dance. Au cours de ses premières années de carrière, elle porte parallèlement des premiers rôles au théâtre, dans des opérettes et des comédies musicales, où le violon continue de tenir une place importante, tant en Hongrie qu'à l'étranger. Outre le classique, elle se familiarise avec des genres musicaux considérés comme «plus légers». Elle explore dans le jazz, le swing, le klezmer et les musiques du monde des particularités stylistiques ignorées du classique.
De 1996 à 2002, elle est encore la chanteuse-violoniste du Budapest Klezmer Band.
Au cours de l'année 1999, elle commence à être invitée en solo dans diverses émissions de télévision.
Katica Illényi commence une carrière indépendante en 2002, donnant chaque année ses propres concerts, avec un répertoire constamment renouvelé de musique classique, de jazz et de musiques dites légères mais non exemptes d'exigence. En plus des joyaux du répertoire du violon classique, ses concerts comportent des musiques de film, des musiques du monde et des standards de jazz ou de Broadway. Elle fait ainsi cohabiter des œuvres de Bach, Tchaïkovski, Paganini, Dvořák, Gershwin, Morricone, Michel Legrand ou John Williams, sans oublier les grands compositeurs hongrois que sont Bartók, Kodály, Liszt et Leo Weiner.

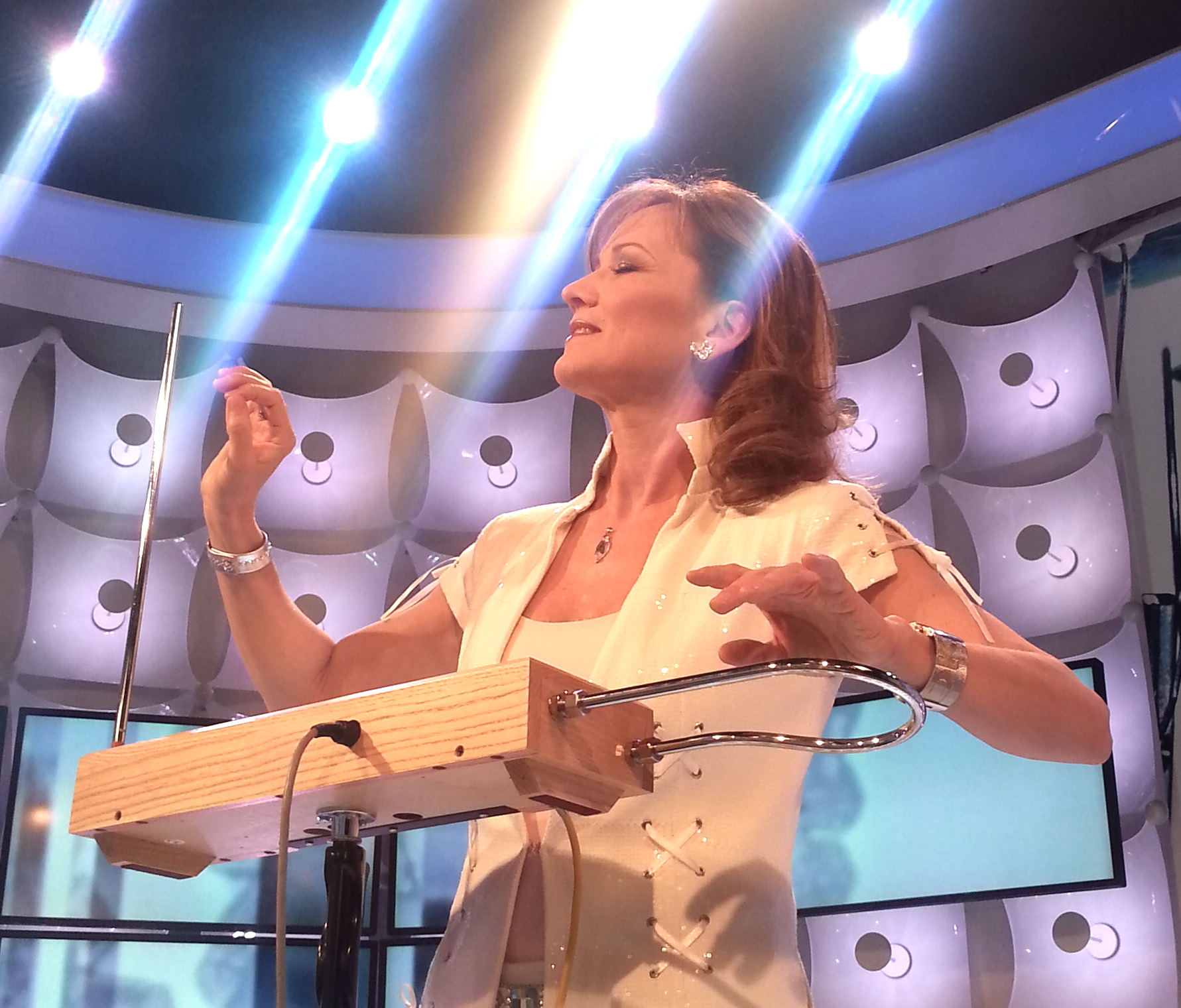
Katica Illényi au thérémine (avril 2014).

Le 4 janvier 2014, lors du Concert du Nouvel An du Palais des Arts, tenu à la salle de concert nationale Béla Bartók, elle commence par présenter un nouvel instrument électronique, un thérémine, « qui n'a pas besoin d'être touché pour sonner »...
Ses concerts sont des promenades musicales, dans lesquels elle joue et chante, marche dans la salle, emmène son public d'un genre à un autre. Son essence est le divertissement, la communication continue et interactive avec le public. « A mon avis, les gens aiment la musique classique, mais ils ne le savent tout simplement pas. »
Avec ses performances polyvalentes, elle exerce une interopérabilité entre les tendances musicales et jette un pont entre les cultures.
En 2010, elle est retenue comme l'une des artistes représentant la culture musicale hongroise au niveau international, aux côtes de Zoltán Kocsis, Andrea Rost et Márta Sebestyén.Depuis 2014, elle est membre du département de musique de l'Académie hongroise des arts.

## Distinctions
- Prix eMeRTon (2002)
- Prix Artisjus (2010)
- Prix Liszt Ferenc (2012)
- Digne artiste (2015)
- Prix de Hongrie pour les artistes exceptionnels (2020)

## Études

### Violon
- 1991 : Diplômée de l'Université de Musique Liszt Ferenc, professeur de violon / violon
- 1986-1991 : Université de musique Ferenc Liszt
- 1982-1986 : Université de musique Liszt Ferenc, Département préparatoire - Département des talents spéciaux, professeur : Dénes Kovács
- 1982-1986 : École secondaire de musique Béla Bartók - études générales, matières musicales à l'Université de musique Liszt Ferenc
- 1984-1985 : Académie de musique de Detmold (Rhénanie-du-Nord-Westphalie), Professeur: Tibor Varga
- 1980-1981 : Suisse / Zion, la classe de maître internationale de violon «Festival Tibor Varga»
- 1971-1982 : études de violon avec son père Ferenc Illényi

### Autres études
- 1996-2004 : danse jazz, Béla Földi (Budapest Dance Theatre)
- 1994 : Studio du théâtre d'opérette de Budapest
- 1992-1996 : chant jazz, OSZK, professeur Attila Garay
- Formation au son classique depuis 1991, professeurs Ilona Adorján, Olga Szilágyi
- 1991-2014 : step dance, professeurs Gizi Pécsi, László Bóbis, Árpád Pirovits

- 2014 : Summer Theremin Academy, Colmar (France)
- Formation sonore de 2014, Studio de chant hongrois Dawn

## Enregistrements
- 2020 : Concert anniversaire
- 2019 : Lullaby - Beautiful Melodies by Contemporary composers
- 2018 : CD-DVD Tango Classic
- 2017 : Katica Illényi and his friends, Concert au Centre des congrès
- 2016 : CD de Noël Theremin
- 2016 : Concert du Nouvel An avec le CD-DVD Budapest Strings
- 2014 : 80 jours autour de la Terre CD-DVD
- 2013 : CD Reloaded Jazzy Violin
- 2013 : CD de musiques de films
- 2012 : Violin Around the World 3 CD - 1 DVD
- 2012 : DVD de violon classique
- 2011 : DVD Live in Budapest
- 2010 : Katica Illényi et ses frères, Concert au Palais des Arts CD-DVD
- 2009 : DVD des amoureux
- 2008 : CD Jazzy Violin
- 2007 : DVD du Concert de printemps à l'Academy of Music
- 2006 : CD-DVD du Concert au Palais des Arts 2006
- 2005 : CD Honeysuckle rose
- 2002 : Premier CD

## Théâtre
- Frederic Lowe : My Fair Lady (Elisa) Toronto 1998.
- Jerry Bock : Le Violon sur le toit (le violoniste) Budapest, Théâtre Madách 1997.
- Karinthy-Aszlányi-Gyulai Gál J.-Romhányi : A hét pofon (Maisie Terbanks) Budapest, Karinthy Théâtre 1995.
- Albert Szirmai : Mágnás Miska (comtesse Rolla) Toronto 1993.
- Imre Kálmán : Reine de la taverne (Stázi) Toronto 1992.
- Ferenc Lehár : Le Pays du Sourire (Mí) New York 1991.